# Багаевское муниципальное образование
Багаевское муниципальное образование — упразднённое сельское поселение в Саратовском районе Саратовской области Российской Федерации.
Административный центр — село Багаевка.

## История
Статус и границы сельского поселения установлены Законом Саратовской области от 29 декабря 2004 года № 113-ЗСО «О муниципальных образованиях, входящих в состав Саратовского муниципального района».
Законом Саратовской области от 15.12.2020 № 163-ЗСО сельское поселение упразднено и населённые пункты переданы в состав городского округа Саратова.

## Население
| 2010  | 2011  | 2012  | 2013  | 2014  | 2015  | 2016  |
| ----- | ----- | ----- | ----- | ----- | ----- | ----- |
| 2973  | →2973 | ↗3008 | ↗3039 | ↗3086 | ↘3052 | ↗3121 |
| 2017  | 2018  | 2019  | 2020  | 2021  |       |       |
| ↘3112 | ↘3087 | ↘3038 | ↗3050 | ↘3024 |       |       |

## Состав сельского поселения
| № | Населённый пункт | Тип населённого пункта       | Население |
| - | ---------------- | ---------------------------- | --------- |
| 1 | Багаевка         | село, административный центр | ↘1539     |
| 2 | Водник           | посёлок                      | ↘373      |
| 3 | Сельхозтехника   | посёлок                      | →341      |
| 4 | Трещиха          | деревня                      | 41        |
| 5 | Хмелевка         | посёлок                      | ↗349      |
| 6 | Хмелевский       | посёлок                      | ↗703      |